# Liste der Monuments historiques in Louveciennes
Die Liste der Monuments historiques in Louveciennes führt die Monuments historiques in der französischen Gemeinde Louveciennes auf.

## Liste der Bauwerke
| Bezeichnung                  | Beschreibung | Standort                                         | Kennzeichnung | Schutzstatus           | Datum          | Bild |
| ---------------------------- | ------------ | ------------------------------------------------ | ------------- | ---------------------- | -------------- | ---- |
| Aquädukt von Louveciennes    |              | (Lage)                                           | PA00087477    | Classé                 | 1953           |      |
| Schloss von Madame du Barry  |              | (Lage)                                           | PA00087480    | Classé                 | 1994           |      |
| Château du Parc (Schloss)    |              | Rue de la Paix (Lage)                            | PA00087479    | Inscrit                | 1941 1990      |      |
| Château du Pont (Schloss)    |              | Rue du Pont (Lage)                               | PA00087481    | Inscrit                | 1987           |      |
| Château de Voisins (Schloss) |              | (Lage)                                           | PA00087482    | Inscrit                | 1948           |      |
| Kirche St-Martin             |              | (Lage)                                           | PA00087483    | Classé                 | 1889           |      |
| Maschine von Marly           |              | (Lage)                                           | PA00087478    | Inscrit Classé Inscrit | 1987 1993 2002 |      |
| Musikpavillon                |              | 8, rue de la Machine (Lage)                      | PA00087484    | Inscrit                | 1945           |      |
| Anwesen von Joseph Joffre    |              | Rue du Maréchal-Joffre Chemin des Gresset (Lage) | PA00087485    | Classé                 | 1958           |      |
| Regard du Jongleur           |              | (Lage)                                           | PA78000009    | Inscrit                | 1999           |      |
| Stele von Leconte de Lisle   |              | 36, rue de Voisins (Lage)                        | PA00087486    | Inscrit                | 1948           |      |

## Liste der Objekte

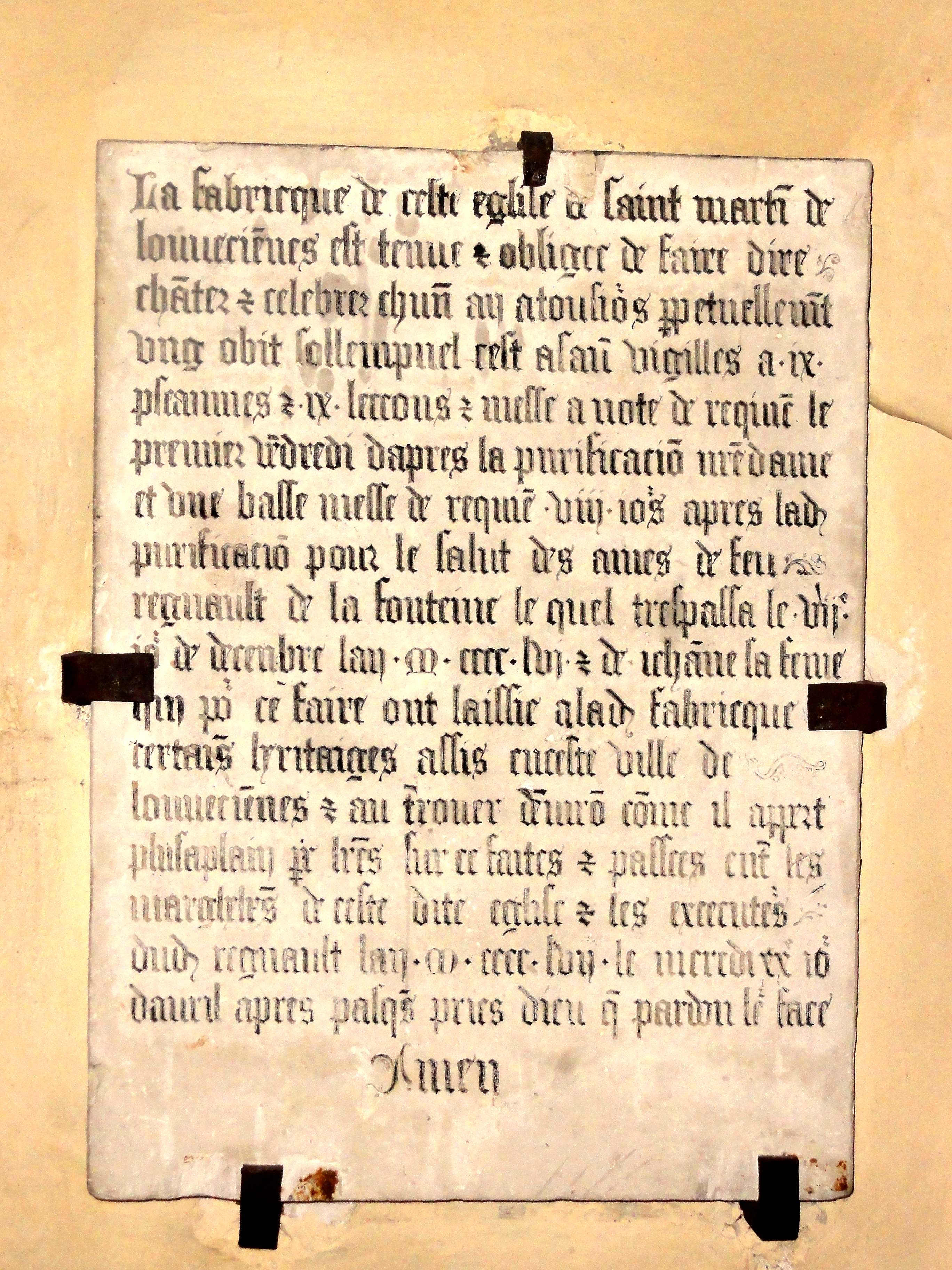
Gedenktafel in der Kirche St-Martin

- Monuments historiques (Objekte) in Louveciennes in der Base Palissy des französischen Kultusministeriums